# Psalmopoeus pulcher
Psalmopoeus pulcher är en spindelart som beskrevs av Alexander Petrunkevitch 1925. Psalmopoeus pulcher ingår i släktet Psalmopoeus och familjen fågelspindlar.
Artens utbredningsområde är Panama. Inga underarter finns listade i Catalogue of Life.